# هارون بيرس
هارون بيرس (بالإنجليزية: Aaron Pierce)‏ هو لاعب كرة قدم أمريكية أمريكي، ولد في 8 سبتمبر 1969 في سياتل في الولايات المتحدة.

## وصلات خارجية
- هارون بيرس على موقع مرجع كرة القدم المحترفة.كوم (الإنجليزية)